# Jean-Baptiste Massé
Pour l’article homonyme, voir Massé.
Jean-Baptiste Massé, né le 29 décembre 1687 à Paris où il est mort le 26 septembre 1767, est un graveur, dessinateur et miniaturiste français.

## Biographie

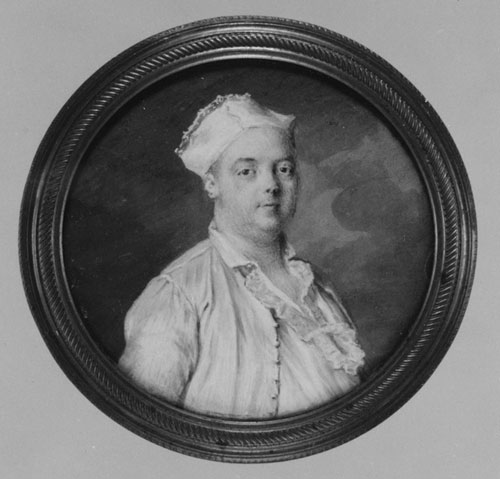
Portrait de l’acteur Préville attribué à Massé.

Élève de Jouvenet puis de Châtillon, Massé fut agréé à l’Académie royale en 1717 avec une gravure de Coypel comme morceau de réception.
Le chef-d'œuvre de Massé est la série de gravures de la Grande Galerie de Versailles et les deux Salons qui l’accompagnent, peints par Charles Le Brun premier peintre de Louis XIV dessinés par Jean-Baptiste Massé Peintre et Conseiller de l’Académie Royale de Peinture et de Sculpture et gravés sous ses yeux par les meilleurs maîtres du tems entamée en 1723 et terminée en 1753.
Massé a également effectué, en tant que « peintre en miniature du roi » de nombreuses miniatures du jeune roi.